# Skanderbeg-Platz (Pristina)

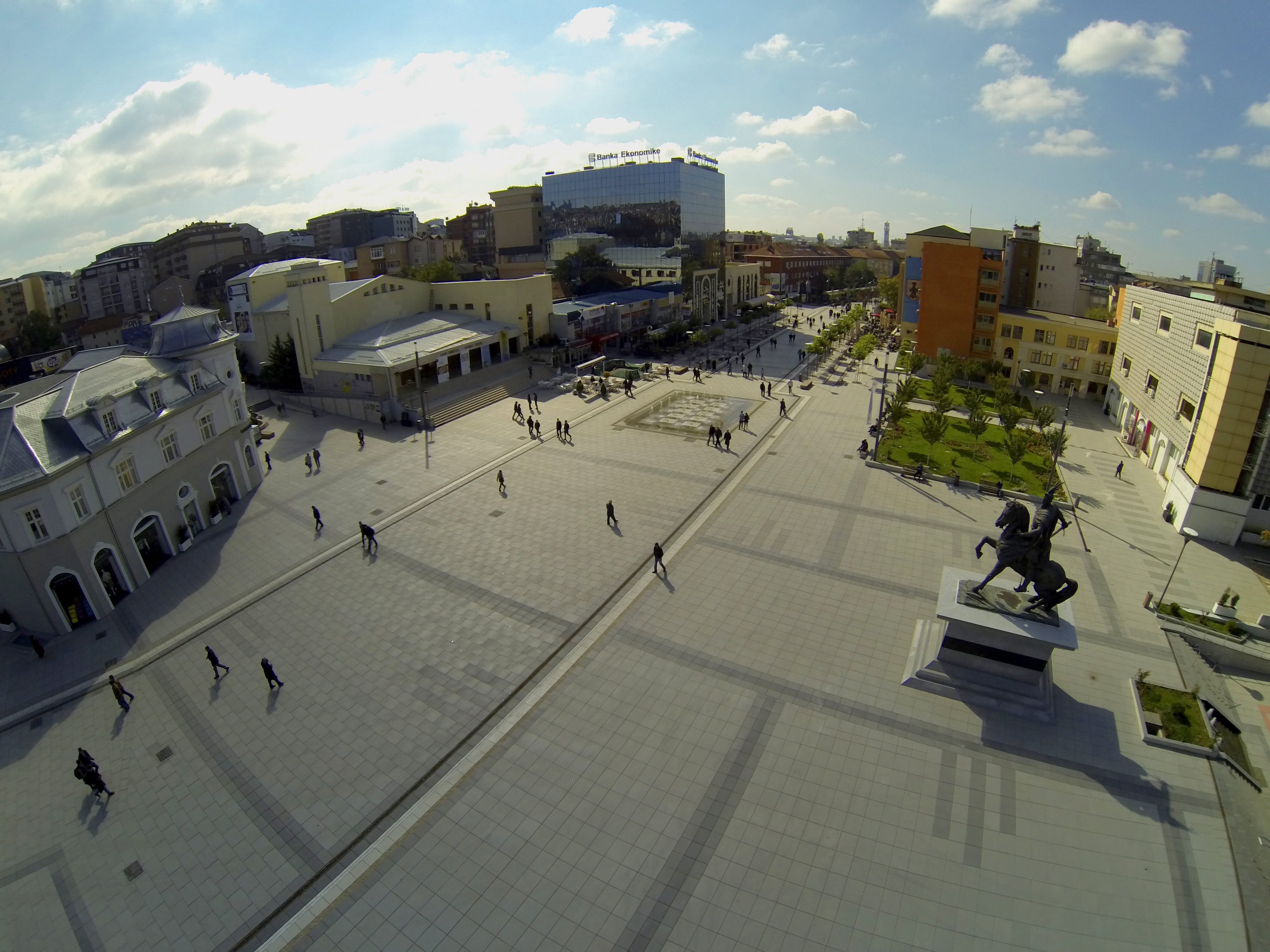
Überblick über den Skanderbeg-Platz vom Regierungsgebäude aus (2013)

Der Skanderbeg-Platz (albanisch Sheshi Skënderbeu, serbisch Скендербегов трг Skenderbegov trg) ist der Hauptplatz von Pristina, Kosovo.
Benannt ist er nach dem albanischen Nationalhelden Skanderbeg.

## Lage
Der Platz liegt im Stadtzentrum zwischen dem Mutter-Teresa-Boulevard und den Rugova-Platz. An ihm befindet sich das Parlament der Republik Kosovo, einige Ministerien, das Theater des Kosovo, eine Benetton-Filiale, Geschäfte, Restaurants, die Banka Ekonomike und das Swiss Diamond Hotel Prishtina.

## Gestaltung und Nutzung

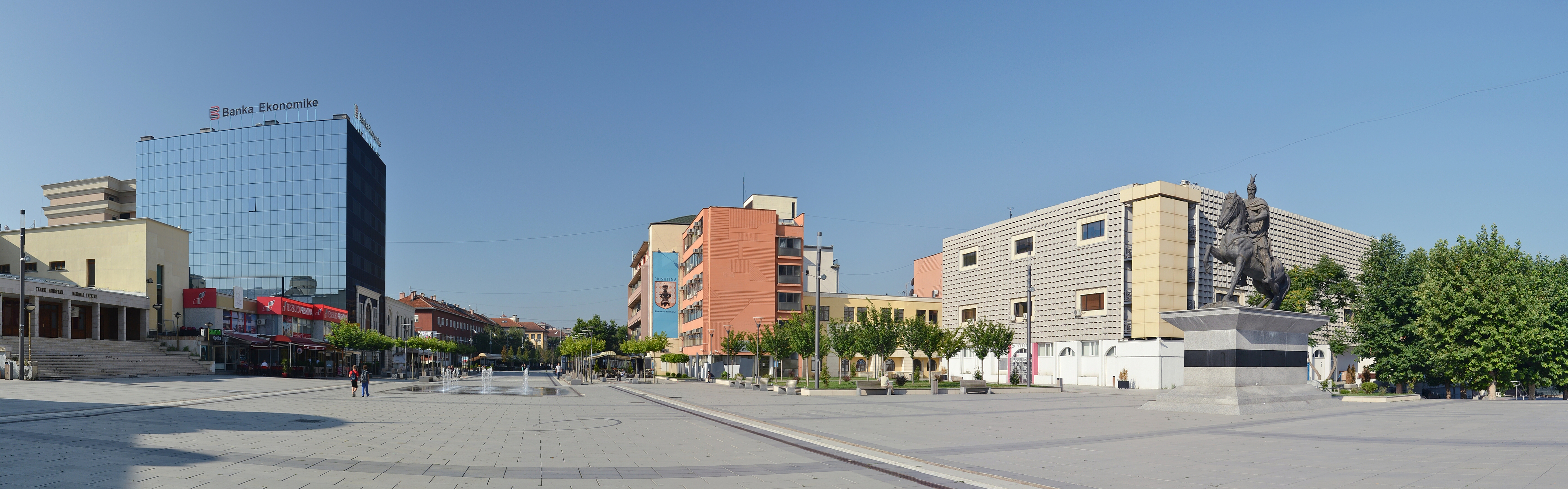
Blick über den Platz nach Süden zum Mutter-Teresa-Boulevard

Der Platz dehnt sich über eine Fläche von nicht ganz 100 Meter auf 70 Meter aus.
Im Nordwesten vor dem Parlament steht das Skanderbeg-Denkmal. Im Westen befindet sich eine Grünanlage, im Süden in Verlängerung des Boulevards eine Brunnenanlage.
Wie der angrenzende Rugova-Platz und der sich nach Süden ausdehnende Boulevard ist der Skanderbeg-Platz autofrei.
Der Skanderbeg-Platz dient als Austragungsort für eine Vielzahl von Veranstaltungen, darunter politische Versammlungen, kulturelle Events, Konzerte und Märkte.

## Geschichte
Vor dem Kosovokrieges wurde der Skanderbeg-Platz zum Schauplatz von Massendemonstrationen und Versammlungen, die die Unabhängigkeit des Kosovos forderte. Der Platz war auch ein Ort, an dem humanitäre Hilfsgüter gesammelt und verteilt wurde.

## Skanderbeg-Statue
Nach dem Ende des Krieges im Jahr 1999 errichteten die Kosovo-Albaner im Jahr 2001 im Zentrum von Pristina ein Denkmal für Skanderbeg. Während einer viertägigen Überführung wurde die Statue von Kruja in Albanien nach Pristina gebracht. Die Statue von Skanderbeg in Pristina hat eine ähnliche sozialistische Gestaltung und Reiterhaltung wie die bestehenden Denkmäler von Skanderbeg in Tirana, Skopje und anderen Orten in Europa, weicht aber im Detail etwas ab. Pristina ist neben Tirana und Skopje eine von drei Balkanhauptstädten, in denen eine Skanderbeg-Statue aufgestellt wurde.

## Plätze mit gleichem Namen
Der zentrale Platz der albanischen Hauptstadt Tirana heißt ebenfalls Skanderbeg-Platz. In Skopje, Nordmazedonien, gibt es ebenfalls einen Skanderbeg-Platz, ebenso in Rom (Piazza Scanderbeg).